# Rogier Molhoek
Rogier Molhoek est un footballeur néerlandais, né le 22 juillet 1981 à Oud-Beijerland aux Pays-Bas. Il évolue comme milieu défensif.

## Palmarès
Néant